# Luciano Ricci
Luciano Ricci (Santa Vittoria in Matenano, 16 novembre 1928 – Samoa, 22 giugno 1973) è stato un regista italiano.

## Biografia
Nato nelle Marche nel 1928, iniziò la sua attività come aiuto regista per il film Il ponte dell'universo del pittore e documentarista Renato Cenni, nel 1960 realizzò per la SADE e per Carlo Semenza un cortometraggio dedicato alla costruzione della diga del Vajont. Morì in un incidente alle Samoa a soli 44 anni.
Viene ricordato per il film Senza sole né luna, ambientato durante la costruzione del traforo del Monte Bianco, e per Il castello dei morti vivi, che è un'imitazione degli horror inglesi.

## Filmografia
- H max 261,6 m – cortometraggio dedicato alla costruzione della diga del Vajont (1960)
- Giuseppe venduto dai fratelli (1960)
- Solo contro Roma (1962)
- Senza sole né luna (1964) - anche soggetto e sceneggiatura
- Il castello dei morti vivi (1964)
- L'errore del farmacista – film TV (1970)

### Aiuto regista
- Il ponte dell'universo (1956) - anche regia 2ª unità
- Ponzio Pilato (1962)